# Список астероїдів (12101—12200)
| Назва                                 | Тимчасове позначення | Дата відкриття   | Місце відкриття                | Відкривач                                              |
| ------------------------------------- | -------------------- | ---------------- | ------------------------------ | ------------------------------------------------------ |
| 12101 Трухільйо (Trujillo)            | 1998 JX2             | 1 травня 1998    | Станція Андерсон-Меса          | LONEOS                                                 |
| 12102 Piazzolla                       | 1998 JB4             | 5 травня 1998    | Вумера                         | Френк Золотовскі                                       |
| (12103) 1998 KL                       | 1998 KL              | 19 травня 1998   | Вумера                         | Френк Золотовскі                                       |
| 12104 Чеслі (Chesley)                 | 1998 KO6             | 22 травня 1998   | Станція Андерсон-Меса          | LONEOS                                                 |
| (12105) 1998 KA10                     | 1998 KA10            | 25 травня 1998   | Станція Сінлун                 | SCAP                                                   |
| 12106 Менхуан (Menghuan)              | 1998 KQ31            | 22 травня 1998   | Сокорро (Нью-Мексико)          | LINEAR                                                 |
| (12107) 1998 KU46                     | 1998 KU46            | 22 травня 1998   | Сокорро (Нью-Мексико)          | LINEAR                                                 |
| (12108) 1998 KJ48                     | 1998 KJ48            | 22 травня 1998   | Сокорро (Нью-Мексико)          | LINEAR                                                 |
| (12109) 1998 KD51                     | 1998 KD51            | 23 травня 1998   | Сокорро (Нью-Мексико)          | LINEAR                                                 |
| (12110) 1998 KL56                     | 1998 KL56            | 22 травня 1998   | Обсерваторія Ла-Пальма         | Метью Барлей, Ніґель Бенністер                         |
| 12111 Ульм (Ulm)                      | 1998 LU              | 1 червня 1998    | Обсерваторія Ла-Сілья          | Ерік Вальтер Ельст                                     |
| 12112 Sprague                         | 1998 MK4             | 23 червня 1998   | Каталінський огляд             | Каталінський огляд                                     |
| 12113 Холовс (Hollows)                | 1998 OH12            | 29 липня 1998    | Обсерваторія Ріді-Крик         | Джон Бротон                                            |
| (12114) 1998 QJ8                      | 1998 QJ8             | 17 серпня 1998   | Сокорро (Нью-Мексико)          | LINEAR                                                 |
| 12115 Robertgrimm                     | 1998 SD2             | 16 вересня 1998  | Каталінський огляд             | Каталінський огляд                                     |
| (12116) 1999 JA34                     | 1999 JA34            | 10 травня 1999   | Сокорро (Нью-Мексико)          | LINEAR                                                 |
| 12117 Мегмессіна (Meagmessina)        | 1999 JT60            | 10 травня 1999   | Сокорро (Нью-Мексико)          | LINEAR                                                 |
| 12118 Міротсин (Mirotsin)             | 1999 NC9             | 13 липня 1999    | Сокорро (Нью-Мексико)          | LINEAR                                                 |
| 12119 Мемаміс (Memamis)               | 1999 NG9             | 13 липня 1999    | Сокорро (Нью-Мексико)          | LINEAR                                                 |
| (12120) 1999 NQ41                     | 1999 NQ41            | 14 липня 1999    | Сокорро (Нью-Мексико)          | LINEAR                                                 |
| (12121) 1999 NX48                     | 1999 NX48            | 13 липня 1999    | Сокорро (Нью-Мексико)          | LINEAR                                                 |
| (12122) 1999 NV55                     | 1999 NV55            | 12 липня 1999    | Сокорро (Нью-Мексико)          | LINEAR                                                 |
| 12123 Пазин (Pazin)                   | 1999 OS              | 18 липня 1999    | Вішнянська обсерваторія        | Вішнянська обсерваторія                                |
| 12124 Хвар (Hvar)                     | 1999 RG3             | 6 вересня 1999   | Вішнянська обсерваторія        | Корадо Корлевіч                                        |
| 12125 Джеймсджонс (Jamesjones)        | 1999 RS4             | 3 вересня 1999   | Обсерваторія Кітт-Пік          | Spacewatch                                             |
| (12126) 1999 RM11                     | 1999 RM11            | 7 вересня 1999   | Сокорро (Нью-Мексико)          | LINEAR                                                 |
| 12127 Мамія (Mamiya)                  | 1999 RD37            | 9 вересня 1999   | Станція JCPM Саппоро           | Кадзуро Ватанабе                                       |
| 12128 Палерміті (Palermiti)           | 1999 RP43            | 13 вересня 1999  | Обсерваторія Фаунтін-Гіллс     | Чарльз Джулз                                           |
| (12129) 1999 RB138                    | 1999 RB138           | 9 вересня 1999   | Сокорро (Нью-Мексико)          | LINEAR                                                 |
| 12130 Муса (Mousa)                    | 1999 RD146           | 9 вересня 1999   | Сокорро (Нью-Мексико)          | LINEAR                                                 |
| 12131 Ехтернах (Echternach)           | 2085 P-L             | 24 вересня 1960  | Паломарська обсерваторія       | К. Й. ван Гаутен, І. ван Гаутен-Ґроневельд, Т. Герельс |
| 12132 Вімфроґер (Wimfroger)           | 2103 P-L             | 24 вересня 1960  | Паломарська обсерваторія       | К. Й. ван Гаутен, І. ван Гаутен-Ґроневельд, Т. Герельс |
| 12133 Тітулаєр (Titulaer)             | 2558 P-L             | 24 вересня 1960  | Паломарська обсерваторія       | К. Й. ван Гаутен, І. ван Гаутен-Ґроневельд, Т. Герельс |
| 12134 Гансфрідеман (Hansfriedeman)    | 2574 P-L             | 24 вересня 1960  | Паломарська обсерваторія       | К. Й. ван Гаутен, І. ван Гаутен-Ґроневельд, Т. Герельс |
| 12135 Терлінген (Terlingen)           | 3021 P-L             | 24 вересня 1960  | Паломарська обсерваторія       | К. Й. ван Гаутен, І. ван Гаутен-Ґроневельд, Т. Герельс |
| 12136 Мартінрайл (Martinryle)         | 3045 P-L             | 24 вересня 1960  | Паломарська обсерваторія       | К. Й. ван Гаутен, І. ван Гаутен-Ґроневельд, Т. Герельс |
| 12137 Вілліфаулер (Williefowler)      | 4004 P-L             | 24 вересня 1960  | Паломарська обсерваторія       | К. Й. ван Гаутен, І. ван Гаутен-Ґроневельд, Т. Герельс |
| 12138 Олінвілсон (Olinwilson)         | 4053 P-L             | 24 вересня 1960  | Паломарська обсерваторія       | К. Й. ван Гаутен, І. ван Гаутен-Ґроневельд, Т. Герельс |
| 12139 Томкоулінґ (Tomcowling)         | 4055 P-L             | 24 вересня 1960  | Паломарська обсерваторія       | К. Й. ван Гаутен, І. ван Гаутен-Ґроневельд, Т. Герельс |
| 12140 Джонболтон (Johnbolton)         | 4087 P-L             | 24 вересня 1960  | Паломарська обсерваторія       | К. Й. ван Гаутен, І. ван Гаутен-Ґроневельд, Т. Герельс |
| 12141 Чушаяші (Chushayashi)           | 4112 P-L             | 24 вересня 1960  | Паломарська обсерваторія       | К. Й. ван Гаутен, І. ван Гаутен-Ґроневельд, Т. Герельс |
| 12142 Френклов (Franklow)             | 4624 P-L             | 24 вересня 1960  | Паломарська обсерваторія       | К. Й. ван Гаутен, І. ван Гаутен-Ґроневельд, Т. Герельс |
| 12143 Гарвіт (Harwit)                 | 4631 P-L             | 24 вересня 1960  | Паломарська обсерваторія       | К. Й. ван Гаутен, І. ван Гаутен-Ґроневельд, Т. Герельс |
| 12144 Einhart                         | 4661 P-L             | 24 вересня 1960  | Паломарська обсерваторія       | К. Й. ван Гаутен, І. ван Гаутен-Ґроневельд, Т. Герельс |
| 12145 Behaim                          | 4730 P-L             | 24 вересня 1960  | Паломарська обсерваторія       | К. Й. ван Гаутен, І. ван Гаутен-Ґроневельд, Т. Герельс |
| 12146 Ostriker                        | 6035 P-L             | 24 вересня 1960  | Паломарська обсерваторія       | К. Й. ван Гаутен, І. ван Гаутен-Ґроневельд, Т. Герельс |
| 12147 Bramante                        | 6082 P-L             | 24 вересня 1960  | Паломарська обсерваторія       | К. Й. ван Гаутен, І. ван Гаутен-Ґроневельд, Т. Герельс |
| 12148 Caravaggio                      | 6636 P-L             | 24 вересня 1960  | Паломарська обсерваторія       | К. Й. ван Гаутен, І. ван Гаутен-Ґроневельд, Т. Герельс |
| 12149 Begas                           | 9099 P-L             | 17 жовтня 1960   | Паломарська обсерваторія       | К. Й. ван Гаутен, І. ван Гаутен-Ґроневельд, Т. Герельс |
| 12150 Де Ройтер (De Ruyter)           | 1051 T-1             | 25 березня 1971  | Паломарська обсерваторія       | К. Й. ван Гаутен, І. ван Гаутен-Ґроневельд, Т. Герельс |
| 12151 Оранж-Нассау (Oranje-Nassau)    | 1220 T-1             | 25 березня 1971  | Паломарська обсерваторія       | К. Й. ван Гаутен, І. ван Гаутен-Ґроневельд, Т. Герельс |
| 12152 Аратус (Aratus)                 | 1287 T-1             | 25 березня 1971  | Паломарська обсерваторія       | К. Й. ван Гаутен, І. ван Гаутен-Ґроневельд, Т. Герельс |
| 12153 Конон (Conon)                   | 3219 T-1             | 26 березня 1971  | Паломарська обсерваторія       | К. Й. ван Гаутен, І. ван Гаутен-Ґроневельд, Т. Герельс |
| 12154 Каллімах (Callimachus)          | 3329 T-1             | 26 березня 1971  | Паломарська обсерваторія       | К. Й. ван Гаутен, І. ван Гаутен-Ґроневельд, Т. Герельс |
| 12155 Гігін (Hyginus)                 | 4193 T-1             | 26 березня 1971  | Паломарська обсерваторія       | К. Й. ван Гаутен, І. ван Гаутен-Ґроневельд, Т. Герельс |
| 12156 Юбелс (Ubels)                   | 1042 T-2             | 29 вересня 1973  | Паломарська обсерваторія       | К. Й. ван Гаутен, І. ван Гаутен-Ґроневельд, Т. Герельс |
| 12157 Кеннен (Konnen)                 | 1070 T-2             | 29 вересня 1973  | Паломарська обсерваторія       | К. Й. ван Гаутен, І. ван Гаутен-Ґроневельд, Т. Герельс |
| 12158 Тейп (Tape)                     | 1101 T-2             | 29 вересня 1973  | Паломарська обсерваторія       | К. Й. ван Гаутен, І. ван Гаутен-Ґроневельд, Т. Герельс |
| 12159 Беттібіґел (Bettybiegel)        | 1142 T-2             | 29 вересня 1973  | Паломарська обсерваторія       | К. Й. ван Гаутен, І. ван Гаутен-Ґроневельд, Т. Герельс |
| 12160 Карелваккер (Karelwakker)       | 1152 T-2             | 29 вересня 1973  | Паломарська обсерваторія       | К. Й. ван Гаутен, І. ван Гаутен-Ґроневельд, Т. Герельс |
| 12161 Авієніус (Avienius)             | 1158 T-2             | 29 вересня 1973  | Паломарська обсерваторія       | К. Й. ван Гаутен, І. ван Гаутен-Ґроневельд, Т. Герельс |
| 12162 Білдердійк (Bilderdijk)         | 2145 T-2             | 29 вересня 1973  | Паломарська обсерваторія       | К. Й. ван Гаутен, І. ван Гаутен-Ґроневельд, Т. Герельс |
| 12163 Manilius                        | 3013 T-2             | 30 вересня 1973  | Паломарська обсерваторія       | К. Й. ван Гаутен, І. ван Гаутен-Ґроневельд, Т. Герельс |
| 12164 Ловеллгрін (Lowellgreen)        | 3067 T-2             | 30 вересня 1973  | Паломарська обсерваторія       | К. Й. ван Гаутен, І. ван Гаутен-Ґроневельд, Т. Герельс |
| 12165 Рінґлеб (Ringleb)               | 3289 T-2             | 30 вересня 1973  | Паломарська обсерваторія       | К. Й. ван Гаутен, І. ван Гаутен-Ґроневельд, Т. Герельс |
| 12166 Олівергеррман (Oliverherrmann)  | 3372 T-2             | 25 вересня 1973  | Паломарська обсерваторія       | К. Й. ван Гаутен, І. ван Гаутен-Ґроневельд, Т. Герельс |
| 12167 Олівермюллер (Olivermuller)     | 4306 T-2             | 29 вересня 1973  | Паломарська обсерваторія       | К. Й. ван Гаутен, І. ван Гаутен-Ґроневельд, Т. Герельс |
| 12168 Полко (Polko)                   | 5141 T-2             | 25 вересня 1973  | Паломарська обсерваторія       | К. Й. ван Гаутен, І. ван Гаутен-Ґроневельд, Т. Герельс |
| 12169 Мунстерман (Munsterman)         | 2031 T-3             | 16 жовтня 1977   | Паломарська обсерваторія       | К. Й. ван Гаутен, І. ван Гаутен-Ґроневельд, Т. Герельс |
| 12170 Ванволленховен (Vanvollenhoven) | 2372 T-3             | 16 жовтня 1977   | Паломарська обсерваторія       | К. Й. ван Гаутен, І. ван Гаутен-Ґроневельд, Т. Герельс |
| 12171 Йоханнік (Johannink)            | 2382 T-3             | 16 жовтня 1977   | Паломарська обсерваторія       | К. Й. ван Гаутен, І. ван Гаутен-Ґроневельд, Т. Герельс |
| 12172 Нікдекорт (Niekdekort)          | 2390 T-3             | 16 жовтня 1977   | Паломарська обсерваторія       | К. Й. ван Гаутен, І. ван Гаутен-Ґроневельд, Т. Герельс |
| 12173 Лансберген (Lansbergen)         | 3135 T-3             | 16 жовтня 1977   | Паломарська обсерваторія       | К. Й. ван Гаутен, І. ван Гаутен-Ґроневельд, Т. Герельс |
| 12174 van het Reve                    | 3164 T-3             | 16 жовтня 1977   | Паломарська обсерваторія       | К. Й. ван Гаутен, І. ван Гаутен-Ґроневельд, Т. Герельс |
| 12175 Wimhermans                      | 3197 T-3             | 16 жовтня 1977   | Паломарська обсерваторія       | К. Й. ван Гаутен, І. ван Гаутен-Ґроневельд, Т. Герельс |
| 12176 Hidayat                         | 3468 T-3             | 16 жовтня 1977   | Паломарська обсерваторія       | К. Й. ван Гаутен, І. ван Гаутен-Ґроневельд, Т. Герельс |
| 12177 Raharto                         | 4074 T-3             | 16 жовтня 1977   | Паломарська обсерваторія       | К. Й. ван Гаутен, І. ван Гаутен-Ґроневельд, Т. Герельс |
| 12178 Dhani                           | 4304 T-3             | 16 жовтня 1977   | Паломарська обсерваторія       | К. Й. ван Гаутен, І. ван Гаутен-Ґроневельд, Т. Герельс |
| 12179 Taufiq                          | 5030 T-3             | 16 жовтня 1977   | Паломарська обсерваторія       | К. Й. ван Гаутен, І. ван Гаутен-Ґроневельд, Т. Герельс |
| 12180 Kistemaker                      | 5167 T-3             | 16 жовтня 1977   | Паломарська обсерваторія       | К. Й. ван Гаутен, І. ван Гаутен-Ґроневельд, Т. Герельс |
| (12181) 1964 VL1                      | 1964 VL1             | 9 листопада 1964 | Обсерваторія Цзицзіньшань      | Обсерваторія Червона Гора                              |
| 12182 Шторм (Storm)                   | 1973 UQ5             | 27 жовтня 1973   | Обсерваторія Карла Шварцшильда | Ф. Бернґен                                             |
| (12183) 1975 SU1                      | 1975 SU1             | 30 вересня 1975  | Паломарська обсерваторія       | Ш. Дж. Бас                                             |
| (12184) 1975 SB2                      | 1975 SB2             | 30 вересня 1975  | Паломарська обсерваторія       | Ш. Дж. Бас                                             |
| 12185 Гаспринський (Gasprinskij)      | 1976 SL5             | 24 вересня 1976  | КрАО                           | Черних Микола Степанович                               |
| 12186 Мітукуріген (Mitukurigen)       | 1977 ER5             | 12 березня 1977  | Обсерваторія Кісо              | Хірокі Косаї, Кіїтіро Фурукава                         |
| 12187 Ленагорюнова (Lenagoryunova)    | 1977 RL7             | 11 вересня 1977  | КрАО                           | Черних Микола Степанович                               |
| (12188) 1978 PE                       | 1978 PE              | 9 серпня 1978    | Обсерваторія Ла-Сілья          | Річард Вест                                            |
| 12189 Довгий (Dovgyj)                 | 1978 RQ1             | 5 вересня 1978   | КрАО                           | Черних Микола Степанович                               |
| 12190 Саркісов (Sarkisov)             | 1978 SE5             | 27 вересня 1978  | КрАО                           | Черних Людмила Іванівна                                |
| 12191 Воронцова (Vorontsova)          | 1978 TT8             | 9 жовтня 1978    | КрАО                           | Журавльова Людмила Василівна                           |
| (12192) 1978 VD5                      | 1978 VD5             | 7 листопада 1978 | Паломарська обсерваторія       | Е. Гелін, Ш. Дж. Бас                                   |
| (12193) 1979 EL                       | 1979 EL              | 4 березня 1979   | Станція Андерсон-Меса          | Норман Томас                                           |
| (12194) 1979 KO1                      | 1979 KO1             | 24 травня 1979   | Пертська обсерваторія          | Пертська обсерваторія                                  |
| (12195) 1979 MM4                      | 1979 MM4             | 25 червня 1979   | Обсерваторія Сайдинг-Спрінг    | Е. Гелін, Ш. Дж. Бас                                   |
| (12196) 1979 MM8                      | 1979 MM8             | 25 червня 1979   | Обсерваторія Сайдинг-Спрінг    | Е. Гелін, Ш. Дж. Бас                                   |
| 12197 Джан-Отто (Jan-Otto)            | 1980 FR2             | 16 березня 1980  | Обсерваторія Ла-Сілья          | Клаес-Інґвар Лаґерквіст                                |
| (12198) 1980 PJ1                      | 1980 PJ1             | 6 серпня 1980    | Обсерваторія Ла-Сілья          | Річард Вест                                            |
| 12199 Сульман (Sohlman)               | 1980 TK6             | 8 жовтня 1980    | КрАО                           | Журавльова Людмила Василівна                           |
| (12200) 1981 EM7                      | 1981 EM7             | 1 березня 1981   | Обсерваторія Сайдинг-Спрінг    | Ш. Дж. Бас                                             |

| ← Астероїди 10001—20000 → |             |             |             |             |             |             |             |             |             |
| 10001—10100               | 11001—11100 | 12001—12100 | 13001—13100 | 14001—14100 | 15001—15100 | 16001—16100 | 17001—17100 | 18001—18100 | 19001—19100 |
| 10101—10200               | 11101—11200 | 12101—12200 | 13101—13200 | 14101—14200 | 15101—15200 | 16101—16200 | 17101—17200 | 18101—18200 | 19101—19200 |
| 10201—10300               | 11201—11300 | 12201—12300 | 13201—13300 | 14201—14300 | 15201—15300 | 16201—16300 | 17201—17300 | 18201—18300 | 19201—19300 |
| 10301—10400               | 11301—11400 | 12301—12400 | 13301—13400 | 14301—14400 | 15301—15400 | 16301—16400 | 17301—17400 | 18301—18400 | 19301—19400 |
| 10401—10500               | 11401—11500 | 12401—12500 | 13401—13500 | 14401—14500 | 15401—15500 | 16401—16500 | 17401—17500 | 18401—18500 | 19401—19500 |
| 10501—10600               | 11501—11600 | 12501—12600 | 13501—13600 | 14501—14600 | 15501—15600 | 16501—16600 | 17501—17600 | 18501—18600 | 19501—19600 |
| 10601—10700               | 11601—11700 | 12601—12700 | 13601—13700 | 14601—14700 | 15601—15700 | 16601—16700 | 17601—17700 | 18601—18700 | 19601—19700 |
| 10701—10800               | 11701—11800 | 12701—12800 | 13701—13800 | 14701—14800 | 15701—15800 | 16701—16800 | 17701—17800 | 18701—18800 | 19701—19800 |
| 10801—10900               | 11801—11900 | 12801—12900 | 13801—13900 | 14801—14900 | 15801—15900 | 16801—16900 | 17801—17900 | 18801—18900 | 19801—19900 |
| 10901—11000               | 11901—12000 | 12901—13000 | 13901—14000 | 14901—15000 | 15901—16000 | 16901—17000 | 17901—18000 | 18901—19000 | 19901—20000 |